# Cristian Bușoi
Cristian Bușoi (né le 1er mars 1978 à Drobeta-Turnu Severin) est un homme politique roumain, membre du Parti national libéral (PNL).

## Carrière politique
Après avoir été membre de la délégation roumaine au Parlement européen, à la suite de l'adhésion de la Roumanie à l'Union européenne, il est y élu lors des élections européennes de 2007 et réélu en 2009 et en 2014.
Comme tous les membres de son parti, il siège jusqu'aux élections de 2014 au sein de l'Alliance des démocrates et des libéraux pour l'Europe, puis par la suite au sein du Groupe du Parti populaire européen.
- Commission de l'environnement, de la santé publique et de la sécurité alimentaire (1er juillet 2014 - )
- Commission du marché intérieur et protection des consommateurs (12 décembre 2007 - 27 juin 2013)
- Délégation à la commission de coopération parlementaire UE-Moldavie (16 septembre 2009 - 27 juin 2013)
- Délégation à l'Assemblée parlementaire Euronest (16 septembre 2009 - 27 juin 2013)
- Délégation pour les relations avec la République populaire de Chine (13 décembre 2007 - 13 juillet 2009)
- Sous-commission sécurité et défense (13 décembre 2007 - 13 juillet 2009)
- Délégation pour les relations avec les États-Unis (24 mai 2007 - 12 décembre 2007)
- Commission des affaires étrangères (24 mai 2007 - 9 décembre 2007)